# 安部ニコル
安部 ニコル（あべ ニコル、1993年12月22日 - ）は、日本のギャルファッションモデル。ギャル系ファッション雑誌『Ranzuki〔ランズキ〕』への登場や、その後に続く『Happie nuts〔ハピーナッツ〕』への登場などから知られてきた。161センチメートル、81-59-83。フィリピン出身。A型『人気モデル、「Ranzuki」からの卒業を発表』 2011年8月23日 モデルプレス
アイヴィーエンターテイメント所属。

## 来歴

### 生い立ち
日本国籍を持ってフィリピンに出生。母はフィリピン人であった。5歳当時に日本に帰国。日本に来た直後は日本語が全く話せず、母親に教えてもらっていた。親の転勤が多かったことから引っ越しを繰り返した。保育園は新潟県、小学2年生の時は群馬県、小学4年生の時は千葉県に住んでいた。

### モデル業
中学3年生当時―2008年のランズキ誌の6月号で同誌に初登場。同誌の歴史上最年少でのデビューであった。それからおおよそ3年半で16回にわたって表紙を飾り、同誌の看板的な存在として人気を博した。
2011年の11月号をもって同誌を卒業。そして間もなく『強め系ギャル雑誌』と言われるハピーナッツ誌へ移籍。初登場となった同誌の12月号にあっては、初登場でありながら峯村優衣および尾崎紗代子と並んで表紙に登場。
同誌の専属モデルとなった。

## 出演

### 雑誌
- 『Happie nuts』（専属：2011年12月号より）
- 『Ranzuki』（2008年6月号 - 2011年11月号）

### 広告
- 『Diamond Puff』（イメージモデル）[14]
- 浴衣『恋花』（イメージモデル）[14]
- カラーコンタクト『Candy magic』 [14]
- 『LisLiza doll』[14]
- ギャルデコ×ニコるん『新作デコ＆待ち受け』[14]
- 『JSG』（ウェブ広告）[14]

### イベント
- 『RADIANT presends SHIBYA GAL FESTIVAL supported by BLEA』（渋谷club atom、2009年12月20日） 共/間宮梨花、安井レイ、国枝洋子、山中佑美、峯村優衣[15]
- 『渋谷女祭り2010〜秋の陣〜』（恵比寿LIQUDROOM、2010年9月19日）[16] 共/森麻耶、宮城舞、難波沙樹、Lie、りかちゅう、尾崎紗代子、秋山未来、須田朱音、武田静加、大串知江、安井レイ、里美茜、江口ちり、小田切恵子、谷口紗耶香、YENA、嶋田エリカ、国枝洋子、ほか[17]
- 『渋谷女祭り meets SHIBUYA GAL FESTIVAL』（渋谷duo MUSIC EXCHANGE、2011年11月6日）[18] 共/山本優希、森摩耶、宮城舞、小泉梓、りかちゅう、峯村優衣、竹内アクサ、安井レイ、鎌田ありさ、本多未奈、武田静加、平沼ファナ、伊郷レナ、Lie、今泉宏美、Ryo、近田祐理子、引地敬澄、黒野慎、山田ジェームス武、田中大地、澤本幸秀、ほか[13]

### テレビ
- 『ありえへん∞世界』（2011年8月23日、テレビ東京） ― 桃華絵里、川端かなこ、橋本甜歌なども出演[19]

### DVD
「...nicole」（2017年3月）